# Karol Modzelewski
Karol Cyryl Modzelewski (Mosca, 23 novembre 1937 – Varsavia, 28 aprile 2019) è stato uno storico, attivista e politico polacco, figlio di un esule comunista epurato nel periodo staliniano e in seguito adottato da Zygmunt Modzelewski, tra l'altro ministro degli Affari esteri della Repubblica popolare polacca.
Dal 1956 dissidente da sinistra del regime polacco, è stato tra i fondatori di Solidarność.

## Biografia

### Infanzia
Nasce a Mosca nel 1937 durante l'apogeo della grande epurazione stalinista con il nome di Cyril Budniewicz, lo stesso nome del nonno, ingegnere e menscevico e finito in carcere. Il padre, esule comunista a Mosca, è arrestato e condannato a 8 anni in un campo di lavoro. La madre, Natalia Wilter (1912-1992), di origine ebraica, è una traduttrice e una studiosa con una laurea all'istituto letterario Maksim Gor'kij di Mosca.  Nel 1939 si unisce all'attivista comunista polacco Zygmunt Modzelewski, fino al 1937 in esilio in Francia, e in seguito imprigionato nell'Unione Sovietica.  Dopo la sua liberazione, Zygmunt Modzelewski è esponente dell'Unione dei patrioti polacchi, dal 1944 ambasciatore del Comitato di liberazione nazionale polacco a Mosca e dal 1947 ministro degli Affari esteri della Repubblica popolare polacca.  Nel 1941, dopo l'invasione tedesca, Cyryl Budniewicz è deportato insieme ad altri bambini degli emigrati comunisti nella regione di Gorkowski.  Nel 1945 è in Polonia con la sua famiglia e solo allora impara il polacco.  Adottato da Zygmunt Modzelewski, prende il suo cognome mentre il nome è cambiato in Karol. 

## Attività scientifica
Nel 1954 termina gli studi presso il XIV Liceum Ogólnokształcące im. K. Gottwalda, un liceo di Varsavia oggi intitolato a Stanisław Staszic. È stato allievo dello storico Alexander Gieysztor.
È uno storico, un medievalista, professore ordinario dell'Università di Varsavia, socio corrispondente del PAN (l'Accademia Polacca delle Scienze) e dell'Associazione Scientifica di Varsavia (Towarzystwo Naukowe Warszawskie). Tra il 1962 e il 1964 era dottorando presso la Facoltà di Storia dell'Università di Varsavia. Dovette abbandonare gli studi dopo aver scritto con Jacek Kuroń la “Lettera aperta al Partito”, in cui criticavano la politica del PZPR. Per aver diffuso questa lettera venne condannato a 3 anni e mezzo di prigione. Dopo il marzo del 1968 fu nuovamente arrestato e fino al 1971 non poté svolgere nessuna attività scientifica.
Dal 1972 al 1983 fu assunto dall'Istituto di Cultura Materiale del PAN a Breslavia. Tra il 1987 e il 1992 ha lavorato all'Istituto di Storia del PAN. Tra il 1992 e il 1994 ha svolto la sua attività di professore presso la Facoltà di Storia dell'Università di Breslavia e dal 1994 alla Facoltà di Storia dell'Università di Varsavia. Il titolo di professore lo ha ottenuto nel 1990.
Nel dicembre del 2006 è stato nominato vicepresidente del PAN, l'Accademia Polacca delle Scienze.
Nel 2007 ha ricevuto il premio della Fondazione per la Scienza Polacca (Nagroda Fundacji na rzecz Nauki Polskiej) nel campo delle scienze umanistiche e sociali, con la seguente motivazione: “per gli studi e le ricerche sulla storia della formazione della coscienza europea, che hanno svelato il significato della tradizione precristiana e multiculturale del moderno concetto di Europa presentato nell'opera Barbarzyńska Europa (ed. italiana L'Europa dei barbari. Le culture tribali di fronte alla cultura romano-cristiana).

## Attività politica
Inizialmente appartenente al PZPR, ne fu allontanato quando nel 1964 insieme a Jacek Kuroń indirizzò ai membri di quel partito la famosa “Lettera aperta”, in seguito alla quale scontò 3 anni e mezzo di prigione. Tra il 1980 e il 1981, dopo la nascita di Solidarność (fu proprio lui a proporre il nome Solidarność), è stato il portavoce del KKP, Krajowa Komisja Porozumiewawcza (la Commissione di intesa nazionale). Nel 1981 è stato membro della amministrazione regionale della Bassa Slesia. Internato dopo il 13 dicembre del 1981, fu liberato nel 1984. 
Tra il 1989 e il 1991 è stato senatore del parlamento polacco.
Ha militato inizialmente nel partito di sinistra Solidarność Pracy, poi nel 1992 insieme a Ryszard Bugaj e Aleksander Małachowski ha formato il partito Unia Pracy, di cui fu presidente onorario.
Insieme a Jacek Kuroń, nel giugno del 1998 è stato nominato Cavaliere dell'Ordine dell'Aquila Bianca.
In seguito, pur non esercitando l'attività politica, è talvolta intervenuto in questioni di interesse pubblico, dando voce al pensiero di una parte della sinistra polacca.
In occasione delle elezioni presidenziali del 2005 è stato membro del comitato elettorale di Włodzimierz Cimoszewicz.

## Opere
Lista delle Karol Modzelwski finora tradotte in lingua italiana:
- L' Europa dei barbari. Le culture tribali di fronte alla cultura romano-cristiana, Bollati Boringhieri, 2008
- Dopo il comunismo, dove?, Anabasi, 1993
- J. Kuroń, K. Modzelewski, Il marxismo polacco all'opposizione, Samona e Savelli, 1969
- La transizione dall'antichità al feudalesimo, in Storia d'Italia, Annali, 1. Dal Feudalesimo al capitalismo, Torino, Einaudi, 1978
- L'organizzazione dello stato polacco nei secoli X-XIII. La società e le strutture del potere, in Settimane di studio del Centro italiano di studi sull'alto medioevo, Spoleto, 1983
- La storia economica e l'immaginario politico contemporaneo, in Rivista storica italiana, 1993
- Ricordo di Aleksander Gieysztor, in Il feudalismo nell'Alto Medioevo. Settimane di studio del Centro Italiano di Studii sull'Alto Medioevo, 1999, Spoleto, 2000
- La stirpe e la legge, in Studi sulle società e le culture del Medioevo, red. L. Gatto, P. Supino Martini, Roma, 2002